# 水谷尚子
水谷 尚子（みずたに なおこ、1966年 - ）は、日本の中国現代史研究者。明治大学准教授。近現代日中関係史・現代中国史を専門とする。

## 来歴
1985年愛媛県立松山東高等学校卒業。1996年4月から2002年3月にかけて日本女子大学大学院文学研究科史学専攻単位取得満期退学。1991年9月から1993年7月にかけて復旦大学に、1998年9月から2000年にかけて中国人民大学に留学。
日中戦争期から戦後にかけて活動した中国共産党の「対日工作者」から、「憤青」と呼ばれる現代の愛国青年まで、歴史の「当事者」に対する聞き取り（オーラル・ヒストリー）をベースに、中国現代史・日中関係の分野における幅広い研究・言論活動を行っている。近年は、もっぱら中国政府の弾圧を逃れて海外に亡命しているウイグル人活動家への聞き取り調査に取り組んでいる。2008年『中国を追われたウイグル人』でアジア・太平洋賞特別賞受賞。
2019年、明治大学商学部准教授に就任した。
世界ウイグル会議議長・ラビア・カーディルの訪日を企画し、2009年7月末にカーディルが訪日した際には身元保証人になった。2010年2月27日に訪中し、新疆ウイグル自治区などを訪れる予定だったが、中国当局より入国を拒否され、日本へ強制送還された。

## 著書

### 単著
- 『「反日」解剖――歪んだ中国の「愛国」』文藝春秋、2005年9月。ISBN 4-16-366230-8。
- 『「反日」以前――中国対日工作者たちの回想』文藝春秋、2006年7月。ISBN 4-16-366340-1。
- 『中国を追われたウイグル人――亡命者が語る政治弾圧』文藝春秋〈文春新書〉、2007年10月。ISBN 978-4-16-660599-6。
- 『夕空の鶴：ニキータ山下オーラルヒストリー』成文社、2022年11月。ISBN 9784865200614。

### 監訳
- ラビア・カーディル、アレクサンドラ・カヴェーリウス『ウイグルの母ラビア・カーディル自伝――中国に一番憎まれている女性』熊河浩訳、ランダムハウス講談社、2009年10月。ISBN 978-4-270-00541-5。

### 共著
- 『神奈川県の戦争遺跡』大月書店、1996年6月。ISBN 4-272-52045-8。
- 『東亜同文会史論考』財団法人霞山会創立50周年記念出版、1998年。
- 『日中戦争下中国における日本人の反戦活動』青木書店、1999年9月。ISBN 4-250-99037-0。

### インタビュー
- 「聞き取りと歴史学」 『中帰連』27号　2003年春